# STS-62
```
إس تي إس-62
 
(
بالإنجليزية
: 
STS-62
)‏
 الرحلة الستون ضمن برنامج 
مكوك الفضاء
 لوكالة 
ناسا
، 
والرحلة
 السادسة عشر على متن 
مكوك الفضاء
 
كولومبيا
، انطلقت الرحلة في 
4 مارس
 1994 من 
مركز كينيدي للفضاء
 ، وهبطت بتاريخ 
18 مارس
 في مركز كينيدي للفضاء أيضاً، بعد أسبوعين مكثتها الرحلة في الفضاء.
```

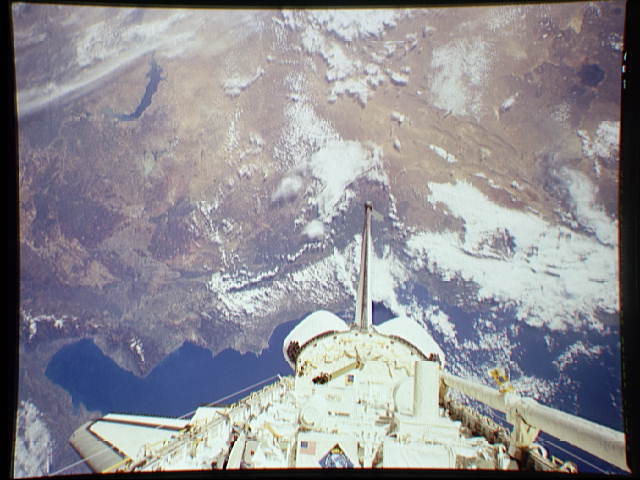
صورة فضائية من المهمة تظهر فيها سوريا

 تم خلال الرحلة إجرآء عدد من التجارب والاختبارات في الجاذبية والهندسة والتكنولوجيا داخل المكوك، وإجرآء عدد من التجارب الطبية مع التركيز على آثار الرحلات طويلة المدى على الرواد، بلغ عدد الرواد المشاركين في الرحلة خمسة رواد.